# Langwell
El Langwell es, en el universo ficticio creado por el escritor británico J. R. R. Tolkien, un río de Rhovanion que se une al Grislin para formar el río Anduin. Nace en el norte de las Montañas Nubladas y  vuelca sus aguas hacia el sudeste. Marca la frontera noroccidental de los Valles del Anduin. Sobre la margen norte del río fue fundada por los Éothéod la ciudad de Framburgo.
La traducción de su nombre como «Fuente Lejana» en la edición española de los Cuentos inconclusos de Númenor y la Tierra Media es discutible: Helios de Rosario Martínez comenta que, si bien la traducción del elemento well, en inglés moderno es clara como «pozo» o «fuente», «la traducción del nombre debería haberse hecho teniendo en cuenta el significado de wæl en inglés antiguo, “cuenca de agua profunda en un río o en el mar”, pues era el nombre en la lengua de los Éothéod..., por lo que para traducir con precisión el nombre Langwell al español tendríamos que emplear alguna perífrasis como “Largo Cauce Profundo”».